# 宗教懷疑論
宗教懷疑主義，或稱宗教懷疑論，是一種與宗教有關的懷疑主義。 宗教懷疑論者質疑宗教權威，不一定反宗教，但對特定或所有宗教信仰和/或實踐持懷疑態度。 蘇格拉底是有記錄的最著名和最早的宗教懷疑論者之一。 他質疑他那個時代對希臘眾神存在的信仰的合法性。 宗教懷疑論與無神論或不可知論不同，一些宗教懷疑論者是自然神論者（或拒絕他們遇到的盛行的有組織的宗教，甚至所有有組織的宗教的有神論者）。